# Arie de Wild
Aart Hendrik (Arie) de Wild (Den Haag, 27 maart 1948) is een Nederlands jurist. De Wild is voormalig hoogleraar aan de Universiteit Utrecht.
De Wild volgde het gymnasium-bèta en studeerde vervolgens rechten, filosofie en wiskunde aan de Universiteit Leiden. Op 1 februari 1980 promoveerde hij aan de Universiteit van Amsterdam bij Jan Glastra van Loon op Rationaliteit van het rechterlijk oordeel. In 1986 werd De Wild benoemd tot bijzonder hoogleraar aan de Universiteit van Tilburg met als leeropdracht de encyclopedie van het recht en de rechtsinformatica. In 1988 werd hij raadsheer bij het Gerechtshof Amsterdam. Per 1 november 1992 werd De Wild benoemd tot gewoon hoogleraar encyclopedie en rechtstheorie aan de Universiteit Utrecht, na het emeritaat van Hendrik Philip Visser 't Hooft. Minder dan twee jaar later verliet hij de Universiteit Utrecht; hij werd als hoogleraar opgevolgd door Ton Hol.